# Pachytroctes aegyptius
Pachytroctes aegyptius är en insektsart som beskrevs av Günther Enderlein 1905. Pachytroctes aegyptius ingår i släktet Pachytroctes och familjen Pachytroctidae. Inga underarter finns listade i Catalogue of Life.